# Hiade

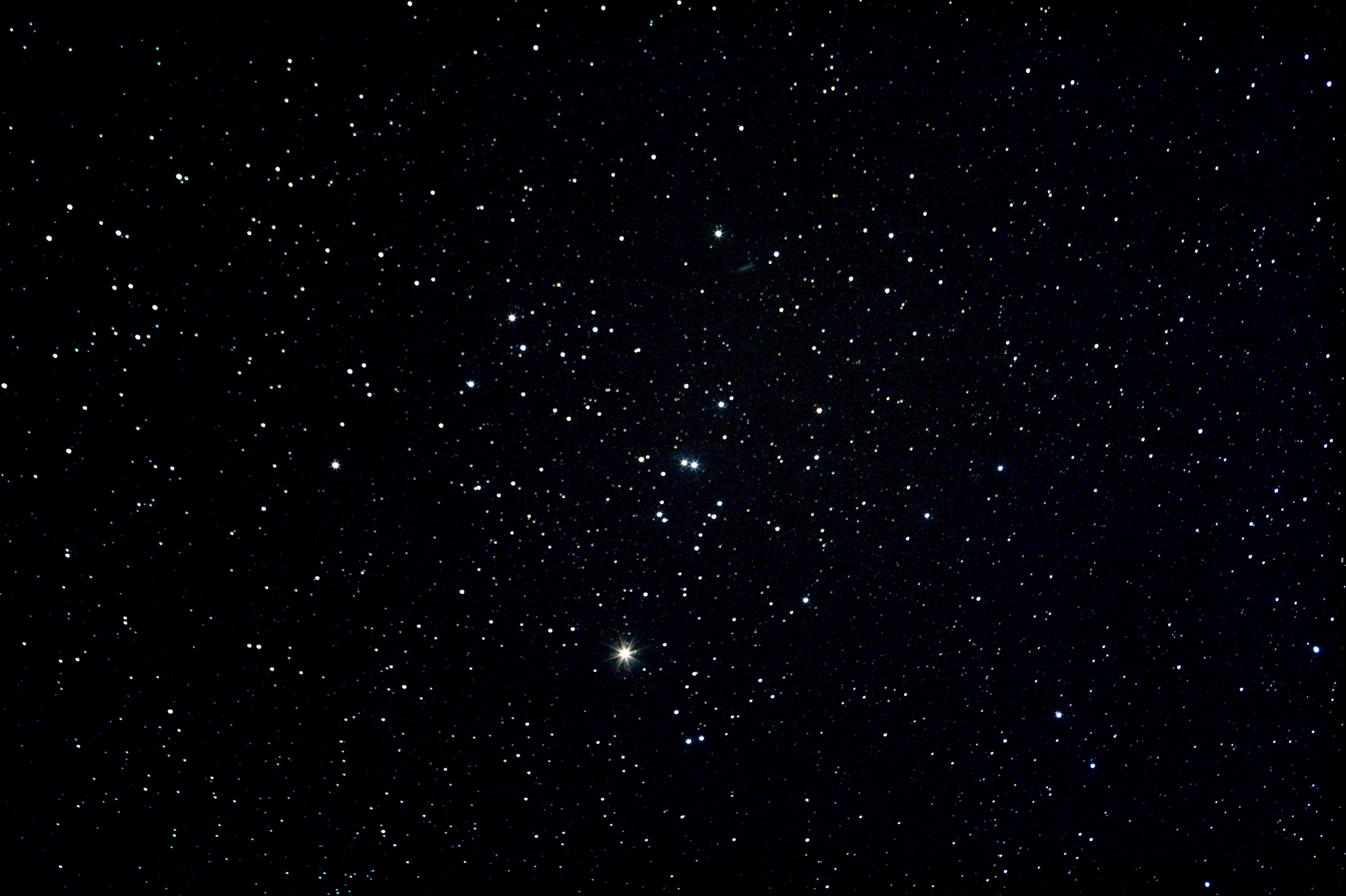
Hyadele

Hiade (greacă Ὑάδες, scris uneori Hyade, alte denumiri: Melotte 25, Collinder 50 sau Caldwell 41) este un roi stelar deschis, cel mai apropiat de Sistemul Solar și unul din cele mai bine studiate. Situată la aproximativ 153 de ani-lumină (47 de parsecs) de la Soare, ea constă dintr-un grup aproximativ sferic de sute de stele care au aceeași vârstă, locul de origine, caracteristicile chimice, și mișcarea prin spațiu.

## Originea numelui
Denumirea roiului provine de la numele Hiadelor din mitologia greacă, nimfele ploii. Potrivit celui mai răspândit mit, ele au fost doicile lui Zeus, care le-a transportat pe cer pentru a le proteja de gelozia Herei.

## Descriere
Roiul se află la distanța de 151 de ani lumină de Sistemul nostru Solar. Este constituit din 300 – 400 de stele care au caracteristici comune, cum sunt vârsta și compoziția chimică. Cele patru stele mai strălucitoare din roi sunt, cu toatele, gigante roșii care și-au început viața pe secvența principală ca stele de clasă spectrală A. Ele se numesc potrivit denumirii Bayer Gamma, Delta, Epsilon și Theta Tauri. Aceste stele formează un asterism în formă de «V» reprezentând capul constelației Taurul și acoperind patru grade. Aldebaran, steaua cea mai strălucitoare din constelația Taurul, face parte din acest asterism, reprezentând „Ochiul Taurului”, Însă, în mod curios, Aldebaran nu face parte din roiul de stele al Hiadelor. Aldebaran este, într-adevăr, de două ori mai aproape de noi decât roiul. 
Acest roi este unul din rarele care sunt preferate să fie observate mai degrabă cu binoclul decât cu telescopul, ținând cont de suprafața sa.

## Cele mai strălucitoare stele

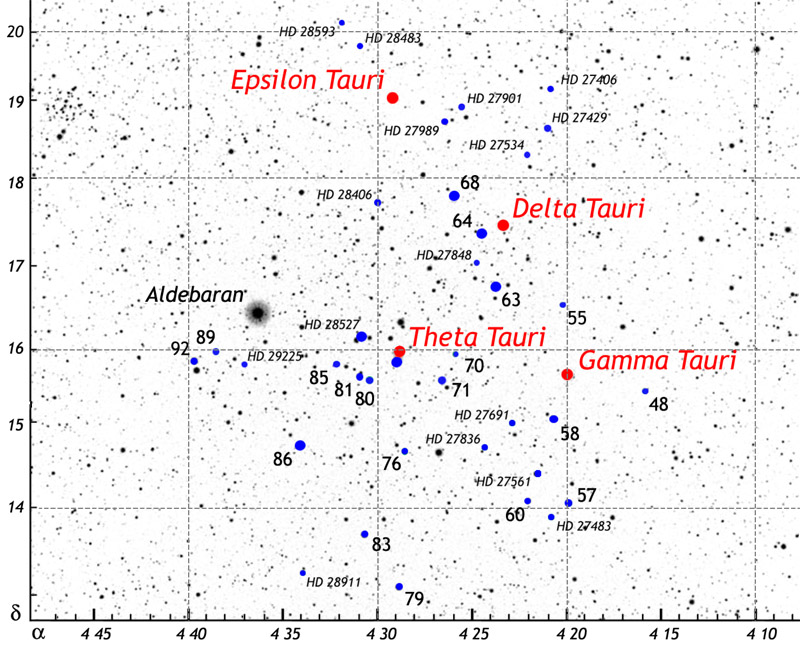
Harta cu stelele mai luminoase din roiul Hiadelor

Aceasta este o listă a celor mai strălucitoare stele din roiul deschis Hiade, care au cel puțin magnitudinea a patra.
| Denumirea     | HD    | Magnitudine aparentă | Clasificare stelară |
| ------------- | ----- | -------------------- | ------------------- |
| Theta² Tauri  | 28319 | 3.398                | A7III               |
| Epsilon Tauri | 28305 | 3.529                | K0III               |
| Gamma Tauri   | 27371 | 3.642                | G8III               |
| Delta¹ Tauri  | 27697 | 3.753                | G8III               |
| Theta¹ Tauri  | 28307 | 3.836                | G7III               |
| Kappa Tauri   | 27934 | 4.201                | A7IV-V              |
| 90 Tauri      | 29388 | 4.262                | A6V                 |
| Upsilon Tauri | 28024 | 4.282                | A8Vn                |
| Delta² Tauri  | 27962 | 4.298                | A2IV                |
| 71 Tauri      | 28052 | 4.480                | F0V...              |

## Roiul Hiade în Iliada
Roiul stelar Hiade este citat în Iliada de Homer, în cântul XVIII (475), în celebra descriere a scutului lui Ahile:
„Cloșca cu puii, Hiadele și Orionul / Cel luminos, ba și Ursul, ce-i zice și Carul cel mare, [...]”